# Ērgļi
Ērgļi è un comune della Lettonia di 3.535 abitanti.

## Geografia antropica

### Suddivisioni amministrative
Il comune è formato dalle seguenti unità amministrative:
- Ērgļi (sede comunale, 2.186 abitanti nel 2006)
- Jumurda
- Sausnēja